# Félix España
Félix España – ekwadorski zapaśnik walczący w obu stylach. Brązowy medalista igrzysk boliwaryjskich w 1981 roku.